# 760년대
760년대는 760년부터 769년까지를 가리킨다.